# علي الأمير
علي بن محمد بن أحمد الأمير (1964) أديب وشاعر سعودي، صدرت له العديد من المؤلفات الأدبية، والشعرية. عده الباحث والمؤرخ محمد بن أحمد العقيلي واحداً من الشعراء البارزين في منطقة جازان، وأشاد الدكتور عبد العزيز المقالح بتجربته الشعرية.

## نشأته وعمله
ولد علي بن محمد بن أحمد الأمير في (1 /7 عام 1384هـ الموافق 5 /11 1964 م) في قرية المنجارة التابعة لمحافظة أحد المسارحة جنوب شرقي منطقة جازان، بالمملكة العربية السعودية، ونشأ في قرية المروة من قرى محافظة الحرث، بجازان، وفيها درس المرحلة الابتدائية، ثم تنقل بعد ذلك ما بين أحد المسارحة والحرث ليكمل دراسته المتوسطة والثانوية، إذ لم يكن في محافظة الحرث آنذاك مدرسة متوسطة، ومع افتتاح أول مدرسة متوسطة بمحافظة الحرث، في مركزالخوبة، عاد مرة أخرى ليكمل دراسته فيها، ثم عاد مرة أخرى ليكمل دراسته الثانوية في أحد المسارحة، ثم انتقل إلى جامعة أم القرى ليكمل دراسته الجامعية في مكة المكرمة، والتحق بكلية اللغة العربية جامعة أم القرى، وتخرج فيها بدرجة البكالوريوس في اللغة العربية تخصص الأدب عام 1987م.
بعد تخرجه عمل في مكة المكرمة معلماً للغة العربية للمرحلة المتوسطة، ثم المرحلة الثانوية. وفي عام 1410هـ حصل على دورة في الإخراج المسرحي من جامعة أم القرى وتلفزيون جدة، وكان إلى جانب عمله في التعليم يعمل محرراً متعاوناً بصحيفة عكاظ قبل أن يعود في عام 1993 إلى جازان ليعمل معلماً في قرية المنجارة -مسقط رأسه-، ثم مديراً فيها لمرحلتي المتوسطة والثانوية، ثم يعود مرة أخرى ليكون معلّماً.
في عام 2007 أوفد للتعليم بالجمهورية اليمنية، وهناك أنهى الدراسة التمهيدية لنيل درجة الماجستير في الأدب العربي من جامعة صنعاء قبل أن تتوقف الدراسة بجامعة صنعاء على إثر أحداث الثورة اليمنية إبان الربيع العربي.

## مسيرته الأدبية
بدأ علي الأمير رحلته الأدبية عام 1985 عندما بدأ بالكتابة الأدبية شعراً ونثراً من خلال الصحف والمجلات، وفي عام 1988م فاز بجائزة المركز الأول على مستوى المملكة في المسابقة التي نظمتها الرئاسة العامة لرعاية الشباب (وزارة للرياضة حاليا) للقصة القصيرة.
نشرت معظم أعماله وإسهاماته الشعرية والنثرية في الصحف والمجلات السعودية وغير السعودية، مثل: الوطن الكويتية، ومجلة غيمان اليمنية، وشارك في عدد من الأمسيات الشعرية في مختلف المركز والأندية والتظاهرات الأدبية داخل وخارج المملكة، وكتب عدداً من القصائد الغنائية باللهجة العامية وغنّي بعضها.
في عام 1992م فازت مجموعته الشعرية الأولى (بوصلة واحدة لا تكفي) مناصفة بالمركز الأول في مسابقة نظمها نادي جازان الأدبي على مستوى المملكة. كما صدرت له عدد من الأعمال والمؤلفات تنوعت ما بين الشعر والرواية والنقد وأدب الرحلات.

## مؤلفاته
- بوصلة واحدة لا تكفي (ديوان شعري) صدر عام 1992م عن نادي جازان الأدبي.
- أرح جوادك (ديوان شعري) صدر عام 2012م عن نادي الباحة الأدبي، ودار الانتشار العربي، بيروت.
- أسارير البلاد (دراسة نقدية) صدر عام 2014م عن نادي جازان الأدبي، والدار العربية للعلوم ناشرون، بيروت.
- صنعاء (أدب الرحلات) صدر عام 2016م عن نادي الرياض الأدبي والمركز الثقافي العربي، بيروت.
- غصون (رواية) صدرت عن نادي جازان الأدبي، والدار العربية للعلوم ناشرون، بيروت.
- قاع اليهود (رواية) صدرت عن دار النابغة، طنطا.[2]
- أهل المغنى: المغنى حياة الروح. صدر عام 2022م.[3]
- كواليس المعنى (قراءات جمالية) صدر عن نادي تبوك الأدبي عام 2023م.
- وجع الياسمين (ديوان شعر) صدر عن دار أدب ضمن مبادرة مئة كتاب عام 2023م.

وقد تناولت عدد من الدراسات والكتب سيرته وتجربته الأدبية، مثل:
- كتاب: التأريخ الأدبي لمنطقة جازان، للباحث والمؤرخ محمد بن أحمد العقيلي.
- كتاب: التجربة الشعرية الحديثة في المملكة العربية السعودية، للناقد والباحث الدكتور محمد الشنطي.
- كتاب: مرايا النخل والصحراء، الأستاذ الدكتور عبد العزيز المقالح الذي أشاد فيه بالتجربة الشعرية لعلي الأمير.
- كتاب: معجم البابطين، المطبوع في القاهرة ضمن مشروع مكتبة البابطين المركزية للشعر العربي.
- قاموس الأدب والأدباء، دارة الملك عبد العزيز.
- كما أدرجته وزارة الثقافة والإعلام السعودية ضمن بلوغرافيا الأدب السعودي الذي أصدرته.